# Gran Premio di Cento-Carnevale d'Europa
Il Gran Premio di Cento-Carnevale d'Europa è stato una corsa in linea femminile di ciclismo su strada che si è svolta in Italia nei pressi di Cento dal 1997 al 2011.

## Storia
Nelle prime edizioni, dal 1997 al 1999, la corsa si svolse tra agosto e settembre, venendo classificata come gara nazionale, quindi evento di classe UCI 1.3. Dal 2000 la gara è stata disputata in luglio e ha guadagnato la classificazione UCI 1.2, come corsa internazionale di seconda categoria. Nel 2007 non è stata organizzata mentre dal 2009 al 2011 è stata inserita nel calendario internazionale UCI.

## Albo d'oro
Aggiornato all'edizione 2011.
| Anno | Vincitrice          | Seconda                | Terza                     |
| ---- | ------------------- | ---------------------- | ------------------------- |
| 1997 | Simona Parente      | Valeria Cappellotto    | Elisabeth Chevanne-Brunel |
| 1998 | Greta Zocca         | Zinaida Stahurskaja    | Diana Žiliūtė             |
| 1999 | Edita Pučinskaitė   | Diana Žiliūtė          | Oksana Saprykina          |
| 2000 | Greta Zocca         | Anna Millward-Wilson   | Sara Felloni              |
| 2001 | Rochelle Gilmore    | Zinaida Stahurskaja    | Katia Longhin             |
| 2002 | Zul'fija Zabirova   | Martina Corazza        | Ghita Beltman             |
| 2003 | Regina Schleicher   | Diana Žiliūtė          | Giorgia Bronzini          |
| 2004 | Nicole Brändli      | Zul'fija Zabirova      | Janildes Fernandes        |
| 2005 | Zinaida Stahurskaja | Modesta Vžesniauskaitė | Anna Zugno                |
| 2006 | Regina Schleicher   | Diana Žiliūtė          | Katia Longhin             |
| 2007 | non disputato       | non disputato          | non disputato             |
| 2008 | Diana Žiliūtė       | Grete Treier           | Rasa Leleivytė            |
| 2009 | Giorgia Bronzini    | Rochelle Gilmore       | Monia Baccaille           |
| 2010 | Giorgia Bronzini    | Rochelle Gilmore       | Monia Baccaille           |
| 2011 | Monia Baccaille     | Annalisa Cucinotta     | Giorgia Bronzini          |